# Olaf Glosimodt
Olaf Olafsen Glosimodt, född den 13 juli 1821 i Silgjords socken i Telemarken, död den 12 december 1897 i Köpenhamn, var en norsk bildhuggare.
Glosimodt visade redan som ung stor färdighet i träskärarekonsten, kom sedermera till "Tegneskolen" i Kristiania och begav sig därefter till Köpenhamn, där han blev elev vid konstakademien och där han var bosatt till sin död. Där gjorde han raska framsteg och vann flera prismedaljer. Sedan han en tid arbetat i Bissens ateljé, företog han med offentligt understöd en studieresa till Italien. Utom ett stort antal porträttmedaljonger i marmor, buxbom och elfenben, bland vilka märks  ett basreliefporträtt av A. Munch, utförde Glosimodt statyn Sæterjenten, flera statyetter (bland annat av Kristian IV) och porträttbyster. I det norska nationalgalleriet är han representerad genom två byster, den ena av grevve H. Wedel-Jarlsberg, den andra av målaren A. Tidemand. År 1859 tillbragte han någon tid i Düsseldorf, sysselsatt med en byst av målaren Hans Gude.